# マチェラータ・フェルトリア
マチェラータ・フェルトリア（伊: Macerata Feltria）は、イタリア共和国マルケ州ペーザロ・エ・ウルビーノ県にある、人口約1,900人の基礎自治体（コムーネ）。

## 地理

### 位置・広がり
ペーザロ・エ・ウルビーノ県西部のコムーネ。ウルビーノから西北西へ18km、ペーザロから西南西へ40kmの距離にある。

#### 隣接コムーネ
隣接するコムーネは以下の通り。括弧内のRNはリミニ県所属を示す。
- ルナーノ
- モンテ・チェリニョーネ
- モンテコピオーロ (RN)
- モンテ・グリマーノ・テルメ
- ピアンディメレート
- ピエトラルッビア
- サッソコルヴァーロ・アウディトーレ (サッソコルヴァーロ)

### 気候分類・地震分類
マチェラータ・フェルトリアにおけるイタリアの気候分類 (it) および度日は、zona E, 2331 GGである。
また、イタリアの地震リスク階級 (it) では、zona 2 (sismicità media) に分類される。

## 行政

### 分離集落
以下の分離集落（フラツィオーネ）がある。
- Apsa, Ca' Antonio, Castellina, Certalto, Grassano, Mondagano, Santa Lucia, Santa Maria Valcava, San Teodoro, San Vicino

## 文化・観光
「イタリアの最も美しい村」クラブ加盟コムーネである。